# Иоганн Карл Август цу Вид
Иоганн Карл Август цу Вид (нем. Johann August Karl zu Wied; 26 мая 1779, Нойвид — 21 апреля 1836, Нойвид) — немецкий дворянин, 3-й князь Вид-Нойвид (1802—1824) и 1-й князь объединенного княжества (1824—1836).
Его полный титул с 1824 года — фюрст цу Вид, Граф цу Изенбург, Герр Рункель и Нойербург.

## Ранняя жизнь
Родился в Нойвиде. Третий сын принца Фридриха Карла цу Вида (1741—1809), 2-го князя Вида (1791—1809), и его жены, принцессы Марии Луизы Вильгельмины Сайн-Витгенштейн-Берлебургской (1747—1823).
Генерал-лейтенант прусской армии и командир 1-го Кобленцского ландверского полка.
Кавалер Ордена Черного орла, Ордена Красного орла 1-й степени и Ордена Золотого льва.
В 1802 году еще при жизни своего отца Иоганн Карл Август получил титул князя Вида. Его отец был психически неуравновешенным и был лишен княжеского титула. Вначале новый князь находился под опекой своей матери.
В июле 1806 году в Париже под давлением Наполеона I был создан Рейнский союз, союз немецких монархий, вышедших из состава Священной Римской империи. Княжество Вид-Нойвид вошло в состав герцогства Нассау. В 1815 году после Венского конгресса княжество Вид было передано Пруссии.
В 1824 году после смерти своего бездетного родственника, князя Карла Людвига Фридриха цу Вида, князь Иоганн Карл Август цу Вид унаследовал его владения (княжество Вид-Рункель).

## Семья и дети
11 июня 1812 года в Браунфельсе женился на принцессе Софии Августе Сольмс-Браунфельсской (24 февраля 1796 — 23 января 1855), дочери Вильгельма, принца Сольмс-Браунфельсского (1759—1837) и графини Августы Франциски Зальм-Грумбах (1771—1810). Их дети:
- Литграда Вильгельмина Августа (4 марта 1813 — 9 июня 1870), муж с 1832 года граф Отто Сольмс-Лаубах (1799—1872)
- Вильгельм Герман Карл (22 мая 1814 — 5 марта 1864), 4-й князь Вид (1836—1864), женат с 1842 года на принцессе Марии Нассауской (1825—1902)
- Луиза Вильгельмина Текла (19 июня 1817 — 10 января 1867)
- Отто Фридрих Альберт (30 сентября 1818 — 19 мая 1835)

Также от связи с Генриеттой фон Добенек (24 мая 1781 — 16 августа 1846) у него родился внебрачный сын:
- Фридрих Август цу Пелкен (1809—1855), женат на Леопольдине Кальтхоф (1827—1907)